# 林大八
林 大八（日语：／ Hayashi Daihachi，1884年9月15日—1932年3月1日），大日本帝國陸軍軍人。山形縣鶴岡人。最終军衔陸軍少將。授勋從四位・勲三等・功三級。林大八于一·二八事变中在中国上海战死，是十四年中国抗日战争中被中国军队击毙的第一个日本陆军大佐联队长（追晋陆军少将）。
在二二六事件中参与叛军政变被判死刑的陸軍少尉林八郎為其次子。

## 生平
- 1884年9月15日，出生於日本山形縣鶴岡鷹匠町（現鶴岡市）。陆军少佐林秀芳（陆士旧3期）的长子。
- 1896年，朝暘高等小学校毕业。
- 1898年，東京陸軍幼年學校入学。
- 1904年10月24日，日本陸軍士官學校第16期步兵科毕业。与永田铁山、冈村宁次、小畑敏四郎、土肥原贤二、板垣征四郎、安藤利吉、矶谷廉介是同期生。
- 1904年11月1日 - 授予陸軍步兵少尉，派赴近卫步兵第4联队任职。曾参加日俄战争。
- 1907年12月，晋升陸軍中尉。1909年10月，派赴步兵第67联队任职。
- 1910年12月 - 赴俄羅斯帝國莫斯科留學（至1911年8月）。
- 1911年8月 - 在參謀本部任职。
- 1912年12月 - 在神戸大谷塾研究蒙古語（至1913年12月）。
- 1914年1月 - 在參謀本部任职。
  - 8月 - 晋升陸軍大尉・派赴哈爾濱、洮南駐紮。
  - 9月5日 - 次子林八郎出生。
- 1918年1月 - 駐紮赤塔。
  - 9月 - 派赴关东都督府陸軍部（駐紮买卖城）。
- 1919年2月 - 派赴浦盐派遣军司令部・駐紮伊爾庫茨克（至8月）。
  - 7月 - 派驻陆军兵器本廠附（新聞班）。
  - 12月 - 赴西伯利亚出差（至1920年2月）。
- 1920年5月 - 派赴北部沿海州派遣队司令部。
- 1921年7月 - 晋升陸軍少佐。
- 1922年4月 - 派赴步兵第3联队任职。
- 1923年8月 - 任步兵第3联队大隊長。
- 1924年5月13日 - 任中华民国奉系军阀吉林督军張作相的軍事顧問。
- 1925年8月 - 晋升陸軍中佐
- 1931年5月31日 - 派赴第1师团司令部任职。
  - 8月1日 - 晋升陸軍大佐・任步兵第7联队長（隶属第9师团）。
- 1932年3月1日 - 一·二八事變中在上海江湾镇韩家塘戰鬥中，被中国军队（十九路军第六十一师）击毙。时年47岁。追晋陸軍少將。

## 親族
- 祖父 林源太兵衛 - 山形县庄内藩士
- 父 林秀芳 - 陸軍少佐
- 妻 林秀子 - 青柳勝敏（陸軍大尉）之妹
- 次男 林八郎 - 陸軍少尉、二二六事件叛乱部隊青年军官中一員（最年少者）
- 女婿 梶原重美（陸軍中佐）

## 影响

### 命名
- 大柏树：位于上海市虹口区，原名大八辻，淞沪会战后日军为林大八而命名。因其被当地政府定性为日本占领军残留地名，1989年以其上海话谐音改为现名。